# Химера (град)
Химера (на гръцки: Ἱμέρα; на латински: Himera) е древеногръцки град на северния бряг на Сицилия.
Химера е смесена халкидийско-дорийска колония, основана през 648 пр.н.е. от изгонените милетиди от Занкле и Сиракуза. Химера се намира на мястото на днешната станция Буонфорнело на железопътната линия Палермо - Месина, на 47 km източно от Палермо и 10 km от Термини Имерезе - на левия бряг на северната река Химера (Fiume Grande). Градът бил (освен Миле) единствената древногръцка колония на северния бряг на Сицилия.
През 480 пр.н.е. до града се води битка, при която Химера е победенa от Терон от Акрагас. През Пелопонеската война, Химера е вярна на Сиракуза. През 409 пр.н.е. Химера е напълно унищожена от картагенците. Оживелите са преселени в картагенската колония Thermai Himeraiai, днешен Термини Имерезе. .
Древният град Химера е открит през 16 век. Археологическите му разкопки започват около 1926 г. и продължават до 1930 г. От 1963 г. градът е изследван систематично.